# Munir El Haddadi
Munir El Haddadi Mohamed, mais conhecido apenas como Munir (em árabe: منير الحدادي‎; San Lorenzo de El Escorial, 1 de setembro de 1995), é um futebolista espanhol de origem marroquina que atua como atacante. Atualmente está no Leganés.

## Clubes

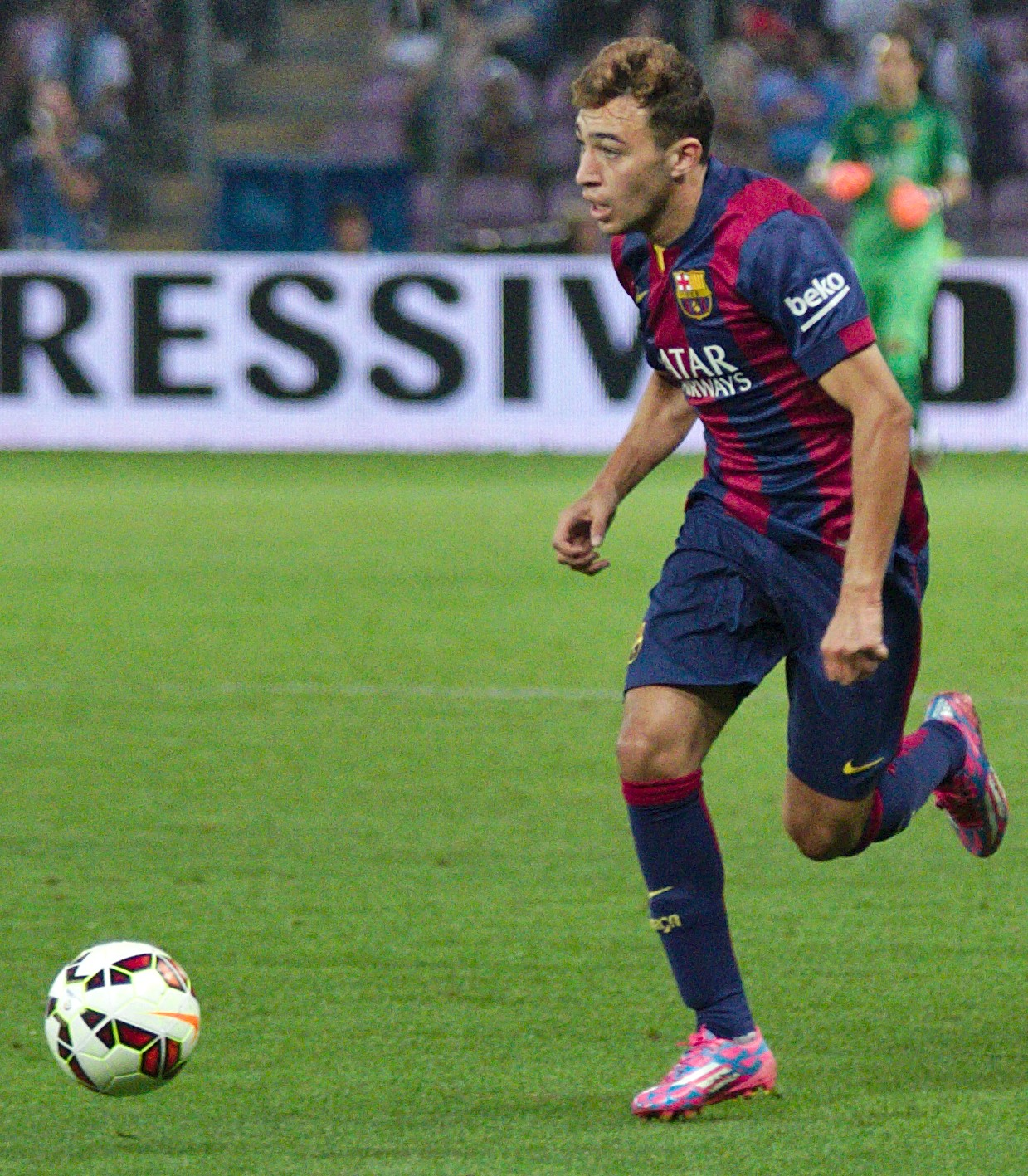
Munir El Haddadi jogando no Barcelona em 2014

### Barcelona
Iniciou no futebol pelo CD Galapagar e passagem pelo Atlético de Madrid. Emprestado ao Rayo Majadahonda destacou-se, sendo contratado pelo Barcelona, primeiramente no juvenil B. Evoluiu rapidamente obtendo a Liga Jovem da UEFA de 2013–14. 
Integrante do Barcelona B, foi utilizado pelo treinador Luis Enrique na equipe principal desde a pré-temporada 2014-15 em partidas amistosas. Fez sua estreia oficial em 24 de agosto de 2014 ante ao Elche pela Liga, quando marcou um dos gols da vitória.
Em julho de 2016 renovou seu vínculo com o clube por três temporadas.

### Valencia
Em 30 de agosto de 2016 foi emprestado ao Valencia para a temporada 2016–17, com opção de compra ao final da mesma. Marcou seu primeiro gol na equipe justamente contra o Barcelona em 24 de outubro, na derrota por 2–3 no Mestalla, e não comemorou.

## Seleção Espanhola
Integra as categorias inferiores da Seleção Espanhola desde a sub-19. Chamado para substituir o lesionado Diego Costa, estreou pela equipe principal em 8 de setembro de 2014 ante a Macedônia, pelas qualificações para Eurocopa de 2016, entrando aos 77 minutos em lugar de Koke.

## Vida pessoal
Munir é filho de pai marroquino e mãe espanhola.

## Títulos
Barcelona B
- Liga Jovem da UEFA: 2013–14

Barcelona
- La Liga: 2014–15 e 2015–16
- Copa do Rei: 2014–15 e 2015–16
- Liga dos Campeões da UEFA: 2014–15
- Supercopa da UEFA: 2015
- Copa do Mundo de Clubes da FIFA: 2015[10]
- Supercopa da Espanha: 2016 e 2018

Sevilha
- Liga Europa: 2019–20

### Artilharias
Barcelona
- Liga Jovem da UEFA de 2013–14 (11 gols)